# 1994년 12월
| 1994년: 1월 · 2월 · 3월 · 4월 · 5월 · 6월 · 7월 · 8월 · 9월 · 10월 · 11월 · 12월 |

| <          | 1994년 12월 | 1994년 12월 | 1994년 12월 | 1994년 12월  | 1994년 12월 | >           |
| 일         | 월          | 화          | 수          | 목           | 금          | 토          |
|            |             |             |             | 1 10.29 신유 | 2 30 임술   | 3 11.1 계해 |
| 4 2 갑자   | 5 3 을축    | 6 4 병인    | 7 5 정묘    | 8 6 무진     | 9 7 기사    | 10 8 경오   |
| 11 9 신미  | 12 10 임신  | 13 11 계유  | 14 12 갑술  | 15 13 을해   | 16 14 병자  | 17 15 정축  |
| 18 16 무인 | 19 17 기묘  | 20 18 경진  | 21 19 신사  | 22 20 임오   | 23 21 계미  | 24 22 갑신  |
| 25 23 을유 | 26 24 병술  | 27 25 정해  | 28 26 무자  | 29 27 기축   | 30 28 경인  | 31 29 신묘  |

| === 부고 === 샌즈 편집하기 |

## 1994년12월 24일
- 부산 동서고가로 낙동대교~문현램프 전구간이 개통되다.

## 1994년12월 16일
- 대한민국 국회 본회의 WTO 비준동의안이 찬성 1백 52, 반대 58, 기권 1로 표결.

## 1994년12월 15일
- 팔라우가 유엔에 가입하다.

## 1994년12월 7일
- 서울특별시 마포구 아현동에서 가스 폭발 사고가 일어나 12명이 숨지고 101명이 부상하였으며 145동의 건물 피해를 입다.

## 1994년12월 3일
- 소니 컴퓨터 엔터테인먼트의 플레이스테이션이 일본에서 발매되다.